# Crazy Jane
Crazy Jane – fikcyjna postać stworzona przez Granta Morrisona i Richarda Case’a w trakcie ich pracy nad wersją Doom Patrolu tworzoną dla Vertigo Comics. Po raz pierwszy pojawia się w zeszycie Doom Patrol 2# 19 (luty 1989). Zgodnie z posłowiem z pierwszego wydania dzieła Morrisona bohaterka jest oparta na prawdziwej osobie, Truddi Chase, której autobiografię pod tytułem When Rabbit Howls czytał w trakcie pracy nad komiksem.
Postać pojawiła się w serialu Doom Patrol. Zagrała ją Diane Guerrero.

## O postaci
Jane Morris jest dominującym alter ego Kay Challis, która cierpi na zaburzenie dysocjacyjne tożsamości. Ponieważ została narażona na „bombę genową” rasy obcych nazywającą się Dominators, każda z jej 64 osobowości ma inną nadprzyrodzoną moc.
Kay Challis była molestowana przez swojego ojca od kiedy skończyła pięć lat. Gdy zdarzyło się to po raz pierwszy, dziewczynka układała z nim puzzle: to ważny symbol jej przeszłości. Ostatecznie Kay wycofuje się całkowicie i zostaje zastąpiona przez inną osobowość, odpowiadającą na imię „Miranda”. W niedzielę wielkanocną Miranda staje się ofiarą gwałtu w kościele, przez co dziewczynka przypomina sobie wcześniejsze krzywdy. Prowadzi to do zniszczenia tej osobowości oraz ogromnej fragmentacji umysłu Kay. Niedługo później dziewczyna zostaje oddelegowana do zakładu psychiatrycznego.
Gdy Jane zdobywa swoje umiejętności i zyskuje nadnaturalne moce, Cliff Steele przebywa w tej samej instytucji, co ona. Will Magnus prosi więc go o opiekę nad dziewczyną, dzięki czemu ta staje się członkiem Doom Patrolu.
Pod koniec dzieła Grant Morrisona, Jane odwiedza swój dom z dzieciństwa, stawiając czoła własnym traumom i pokonując je. To przynosi jej spokój, a jej osobowości łączą się w złożoną, ale pojedynczą osobowość.
Niestety, po powrocie do Doom Patrolu, Jane zostaje zaatakowana przez The Candlemakera i przeniesiona do innego wymiaru. Jest tam leczona jako schizofreniczka poprzez terapię szokową. Cliff ostatecznie ją ratuje i mieszka z nią w Danny the World (dawniej Danny the Street).

## Osobowości
Alter ego Crazy Jane są zorganizowane w mentalną siatkę metra, nazywanej przez nią „podziemiem”. Każda z osobowości ma tam swoją „stacje”, służącą jako dom. W dolnej części metra znajduje się studnia, w której alter ego mogą się zniszczyć: to w tym miejscu zginęła Miranda. Tam też znajduje się osobowość ojca funkcjonująca w umyśle Jane.
- Baby Doll: dziecinna osobowość, uważająca, że wszystko jest cudowne
- Baby Harlot: zintegrowana osobowość Baby Doll i  Scarlet Harlot.
- Bizzie Lizzie Borden: dziewiąte alter Jane, które może nie być prawdziwe.
- Black Annis: agresywna osobowość posiadająca ostre pazury, czerwone oczy i niebieską skórę.
- Blood of the Lamb: brak danych. W tej formie Jane jest pokryta od stóp do głów krwią pochodzącą z nieznanych (lub nieistniejących) ran.
- Bubble
- Butterfly Baby: wciąż odczuwa ból i znajduje się w najgłębszych częściach charakteru Jane.
- Crazy Jane: dominująca osobowość nie posiadająca żadnych mocy[3].
- Daddy: wyobrażenie Jane jej ojca, olbrzymi potwór składający się z owadów i fragmentów puzzli. Przemawia głosem Jane i został przez nią zniszczony.
- Dr. Harrison: posiada białe pasemko włosów i niebieskie oczy. Dzięki telepatii potrafi wyjaśniać traumy z dzieciństwa innych. Potrafi wpływać na innych swoim głosem. Jest szalona.
- Driller Bill: afroamerykanka
- Driver 8: kieruje pociągiem w Podziemiu.
- Flaming Katy: posiada zdolność pirokinezy.
- Flit: posiada zdolność teleportacji. Ubiera się w stylu lat 80.
- Hammerhead: niezwykle silna, agresywna względem wszystkich.
- Jack Straw: żyjący strach na wróble.
- Jeann: jej stacja była widoczna, gdy Cliff wpadał do jej umysłu[4].
- Jill-in-Irons: postać związana łańcuchami. Prawdopodobnie nawiązanie do postaci Jack-in-Irons.
- Karen: niestabilna osobowość z umiejętnością rzucania „zaklęć miłosnych”. Kocha komedie romantyczne z lat 90. i swojego chłopaka, Douga.
- K-5: oryginalna Kay Challis, która zniknęła jako pięciolatka. „Śpi” w jednej z dolnych stacji Podziemia.
- Kit W’the Canstick: stara kobieta niosąca wypaloną świeczkę.
- Lady Purple: kobieta, która widzi przyszłość, ale rzadko się odzywa.
- Liza Radley: normalna osobowość, dzięki której Jane zmierza w kierunku wyzdrowienia. Inne osobowości nie wiedzą, jak na nią reagować.
- Lucy Fugue: posiada radioaktywne kości i widzi przez skórę. Może również wytwarzać harmonijne wibracje, dzięki którym pokonała Antykreatora. W serialu z 2019 jej postać posiada moc elektryczności.
- Mama Pentecost: ekspert w rozwiązywaniu kryptogramów.
- Merry Andrew: ubrana jak Arlekin, nosi zabawki.
- Miranda: pierwsza osobowość dominująca, która doprowadziła do samozniszczenia.
- No One: bardzo agresywna osobowość.
- Penny Farthing: gdy wychodzi na powierzchnię mówi, jąkając się. Jej zadaniem jest ucieczka. Jej imię wzięło się od angielskiej nazwy bicykla.
- Pepper’s Ghost
- Pretty Polly: nosi czarną, wiktoriańską suknię, a zamiast oczu ma znaki w kształcie litery X.
- Rain Brain:
- Scarlet Harlot: nimfomanka, z mocą tworzenia ektoplazmay.
- Sex Bomb: eksploduje w trakcie pobudzenia seksualnego.
- Silver Tongue: jej słowa pojawiają się przed nią jako srebrne napisy, które mogą być użyte jako broń.
- Spinning Jenny: podatna na ataki paniki.
- Stigmata: krwawi z rąk i stóp, bezustannie przeżywając incydent w kościele.
- Sun Daddy: olbrzymia postać ze słońcem zamiast głowy, potrafiąca rzucać kulami ognia.
- Sylvia: cierpi na klaustrofobię. Jest zamknięta w ciasnym pokoju i recytuje fragmenty wiersza. Wierzy, że jeśli złoży go poprawnie w całość to wygra klucz do wyjścia z pokoju.
- The Engineer: asystentka Driver 8.
- The Hangman’s Beautiful Daughter: artystka posiadająca moc do psychicznej aktywacji swoich obrazów.
- The Nun: katolicka zakonnica, uzbrojona w łańcuch.
- The Pointman: asystent Driver 8.
- The Secretary: uporządkowany pesymista, który rzadko okazuje emocje.
- The Shapeless Children: wciąż powtarza „Daddy don' do it”.
- The Signal-Man
- The Sin-Eater: wierzy, że musi cierpieć za swoje grzechy. Ujawnia się w formie obrony w trakcie tortur.
- The Snow Queen
- The Weird Sisters